# Jerry Unser
Jeremy Michael Unser jr., detto Jerry (Colorado Springs, 15 novembre 1932 – Indianapolis, 17 maggio 1959), è stato un pilota automobilistico statunitense.

## Carriera
Tra il 1950 ed il 1960, la 500 Miglia di Indianapolis faceva parte del Campionato Mondiale e per questo Unser ha all'attivo 2 iscrizioni a Gran Premi di Formula 1, con 1 Gran Premio disputato.
Jerry fu il primo componente della famiglia Unser che ebbe modo di partecipare alla 500 Miglia di Indianapolis. I suoi fratelli, Al e Bobby, assieme al nipote Al Jr., hanno vinto l'evento medesimo; suo figlio Johnny ed il nipote Robby vi hanno solo preso parte.
Iscrittosi alla storica gara nell'edizione 1958, dopo due tentativi di qualifica non andati a buon fine, riuscì a prender parte alla corsa con una Kurtis Kraft, partendo dal 31º posto in griglia. Alla terza curva rimase però coinvolto in una gigantesca carambola volando fuori pista, uscendo miracolosamente illeso.
L'anno seguente, durante le prove della 500 Miglia di Indianapolis, fu vittima d'un incidente che gli costò la vita; il 2 maggio, nel secondo giorno di qualifiche, Unser perse il controllo della sua vettura all'uscita della curva 4, quando l'auto andò a sbattere contro un muro dopo aver sterzato, per poi ribaltarsi sull'anteriore e lasciando dietro di sé una scia di detriti; i funzionari di pista stimarono che la sua velocità, poco prima dell'incidente, fosse di circa 214 km/h. L'auto prese fuoco col pilota ancora dentro l'abitacolo, che, prima d'esser estratto, fu necessario domare l'incendio. Unser era cosciente durante il suo salvataggio, il quale gridò: "Le mie gambe sono in fiamme! Chiamate mia moglie!". Fu trasportato d'urgenza al Methodist Hospital d'Indianapolis, col collo rotto ed ustioni di 3º grado su entrambe le gambe ed un braccio; in condizioni critiche, riportò inoltre ustioni su oltre il 35% del corpo ed è entrò in coma. Unser morì a causa delle ferite riportate e di una polmonite sopraggiunta due settimane dopo. In seguito a questo fatale incidente, divenne obbligatorio per i conducenti indossare tute da guida resistenti al fuoco; la maggior parte dei piloti già indossavano tute di questo genere, ma all'epoca alcuni indossavano anche semplici magliette.
Unser è stato sepolto nel Sunset Memorial Park, ad Albuquerque, Nuovo Messico.

## Risultati in Formula 1
| 1958 | Scuderia  | Vettura      |  |  |  |     |  |  |  |  |  |  |  | Punti | Pos. |
| ---- | --------- | ------------ |  |  |  | --- |  |  |  |  |  |  |  | ----- | ---- |
| 1958 | Roy McKay | Kurtis Kraft |  |  |  | Rit |  |  |  |  |  |  |  | 0     |      |

| 1959 | Scuderia      | Vettura |  |    |  |  |  |  |  |  |  |  |  | Punti | Pos. |
| ---- | ------------- | ------- |  | -- |  |  |  |  |  |  |  |  |  | ----- | ---- |
| 1959 | Helse/Johnson | Kuzma   |  | NQ |  |  |  |  |  |  |  |  |  | 0     |      |

| Legenda | 1º posto     | 2º posto | 3º posto    | A punti         | Senza punti/Non class.  | Grassetto – Pole position Corsivo – Giro più veloce |
| Legenda | Squalificato | Ritirato | Non partito | Non qualificato | Solo prove/Terzo pilota | Grassetto – Pole position Corsivo – Giro più veloce |